# Listă de actori - M
|  | Listă de actori \| \| Listă de actori - M \| Liste alfabetice de actori și actrițe \| Listă de actrițe A - B - C - D - E - F - G - H - I - J - K - L - M - N - O - P - Q - R - S - T - U - V - W - X - Y - Z |

## Actori - M
| - Emil Mitrache - Lutz Mackensy (* 1944) - Kyle MacLachlan (* 1960) - Fred MacMurray (1908 - 1991) - Patrick Macnee (* 1922) - William H. Macy (* 1950) - Michael Madsen (* 1958) - Tobey Maguire (* 1975) - John Mahoney (* 1940) - Karl Malden (1912 - 2009) - John Malkovich (* 1953) - Robert Mandan (* 1932) - Nino Manfredi (1921 - 2004) - Joe Mantegna (* 1947) - Jean Marais (1913 - 1998) - Frederic March (1897 - 1975) - Ferdinand Marian (1902 - 1946) - Jean-Pierre Marielle (* 1932) - Cheech Marin (* 1946) - Christian Marin (1929 - 2012) - Herbert Marshall (1890 - 1966) - Dean Martin (1917 - 1995) - Steve Martin (* 1945) - Lee Marvin (1924 - 1987) - Chico Marx (1887 - 1961) - Groucho Marx (1890 - 1977) - Harpo Marx (1888 - 1964) - James Mason (1909 - 1984) - Marcello Mastroianni (1924 - 1996) - Walter Matthau (1920 - 2000) | - Ulrich Matthes (* 1959) - Victor Mature (1915 - 1999) - Ferdy Mayne (1916 - 1998) - David McCallum (* 1933) - Kevin McCarthy (1914 - 2010) - Joel McCrea (1905 - 1990) - Roddy McDowall (1928 - 1998) - John McGiver (1912 - 1975) - Patrick McGoohan (1928 - 2009) - Ewan McGregor (* 1971) - Leo McKern (1920 - 2002) - Julian McMahon (* 1968) - Patrick McNee (* 1922) - Steve McQueen (1930 - 1980) - Mehmood (1932 - 2004) - Josef Meinrad (1913 - 1996) - Burgess Meredith (1908 - 1997) - Hannes Messemer (1924 - 1991) - Karl-Ulrich Meves (* 1928) - Hubert von Meyerinck (1896 - 1971) - Robert Middleton (1911 - 1977) - Toshiro Mifune (1920 - 1997) - Ray Milland (1905 - 1986) - Axel Milberg (* 1956) - John Mills (* 1908) (Sir) - Sal Mineo (1939 - 1976) - Bernhard Minetti (1905 - 1998) - Thomas Mitchell (1892 - 1962) - Robert Mitchum (1917 - 1997) - Gojko Mitic (* 1940) - Matthew Modine (* 1959) | - Aribert Mog (1904 - 1941) - Alexander Moissi (1879 - 1937) - Yves Montand (1921 - 1991) - Dudley Moore (1935 - 2002) - Michael Moore (* 1954) - Roger Moore (1927 - 2017) - Rick Moranis (* 1954) - Kenneth More (1914 - 1982) - Frank Morgan (1890-1949) - Harry Morgan (1915 - 2011) - Paul Morgan (1886 - 1938) - Robert Morley (1908 - 1992) - Howard Morris (1919 - 2005) - Robert Morse (* 1931) - Hans Moser (1880 - 1964) - Zero Mostel (1915 - 1977) - Ulrich Mühe (* 1953) - Alfred Müller (* 1926) - Richy Müller (* 1955) - Armin Müller-Stahl (* 1930) - Marius Müller-Westernhagen (* 1948) - Richard Münch (1916 - 1987) - Richard Mulligan (1932 - 2000) - Paul Muni (1895 - 1967) - Audie Murphy (1924 - 1971) - Eddie Murphy (* 1961) - Bill Murray (* 1950) - Mike Myers (* 1963) - Christoph Mory (* 1970) - Tobias Moretti (* 1959) - Barry Morse (1918 - 2008) |

## Actrițe
|  | Listă de actrițe \| \| Listă de actori \| Liste alfabetice de actori și actrițe \| Listă de actrițe A - B - C - D - E - F - G - H - I - J - K - L - M - N - O - P - Q - R - S - T - U - V - W - X - Y - Z |